# Aachener Wappenrolle
Aachener Wappenrolle (Abkürzung: OAK für „Otto IV.s Aachener Krönung“) ist der Name einer Wappenzusammenstellung aus dem Jahr 1662, die als Abschrift einer älteren Wappenrolle gilt. Ihr Original soll angeblich aus Anlass der Krönung Ottos IV. in Aachen am 9. Juni 1198 entstanden sein. Vermutlich wurde sie von brabantischen Unterstützern Ottos IV. angefertigt.

## Herkunft und Bedeutung
Die heute bekannte Abschrift aus dem 17. Jahrhundert wird in der Pariser Bibliothèque de l’Arsenal (ms.5014, Blätter 158r–161v) aufbewahrt. Während Werner Paravicini in seinem Beitrag ausführlich die Möglichkeit diskutiert, es könne sich tatsächlich um die älteste Wappenrolle Europas handeln, deutet der Heraldiker Steen Clemmensen an, dass es sich eher um eine Konstruktion aus verschiedenen Listen mittelalterlicher Chartas und Chroniken handeln könnte.
Die genaue Anzahl der aufgelisteten Wappen und Namen wird in der Literatur unterschiedlich angegeben. Man geht von rund 21 bis 44 Wappen aus; zudem sind viele der aufgeführten Schilde ohne heraldische Darstellung geblieben.

## Abgrenzung
Die Aachener Wappenrolle ist nicht zu verwechseln mit dem Aachener Wappenbuch, das 1905 als Sonderband des „Deutschen Herold“ herausgegeben wurde.